# Dolichoderus elegans
Dolichoderus elegans är en myrart som beskrevs av Wheeler 1915. Dolichoderus elegans ingår i släktet Dolichoderus och familjen myror. Inga underarter finns listade i Catalogue of Life.